# Oxygonum auriculatum
Oxygonum auriculatum là một loài thực vật có hoa trong họ Rau răm. Loài này được R.A.Graham mô tả khoa học đầu tiên năm 1957.